# Calamagrostis cleefii
Calamagrostis cleefii là một loài thực vật có hoa trong họ Hòa thảo. Loài này được Escalona mô tả khoa học đầu tiên năm 1988.